# Villa Carola (Bad Reichenhall)
Die Villa Carola ist eine ehemalige Kurpension in Bad Reichenhall.
Die Villa steht unter Denkmalschutz und ist unter der Nummer D-1-72-114-24 in die Bayerische Denkmalliste eingetragen.

## Geschichte
Die Villa Carola ist eine ehemalige Kurpension, die zur Blütezeit des Kurbetriebs in Bad Reichenhall im ausgehenden 19. Jahrhundert entstand. Insbesondere um die Jahrhundertwende entstanden zahlreiche ähnliche Gebäude in diesem Bereich der Stadt und im Ensemble Kurviertel, die teilweise noch erhalten sind. Die meisten wurden als Kurpensionen und Hotels genutzt, um dem großen Andrang der Kurgäste der Stadt gerecht zu werden. Besser betuchte Gäste – darunter auch Teile des deutschen, österreichischen oder russischen Hochadels – bevorzugten die exklusiven Häuser wie die Grandhotels Axelmannstein oder Burkert direkt am Kurgarten. Die weniger solventen Gäste wichen dann auf die kleineren Hotels und Pensionen wie die Villa Carola aus, die etwas weiter vom Stadtzentrum entfernt lagen.

## Beschreibung
Villa Carola ist ein zweigeschossiger mehrgliedriger Bau mit Neurenaissance-Putzgliederung, Flachsatteldach, Belvedere-Türmchen und eisernen Balkons. Das Gebäude entstand 1895.

## Lage
Die Villa Carola befindet sich an der Ecke Friedrich-Ebert-Allee und Weißstraße in Bad Reichenhall, direkt am Wittelsbachergarten. In unmittelbarer Nähe befinden sich weitere Villen und Kurpensionen aus der Zeit um die Jahrhundertwende, die Gebäude Friedrich-Ebert-Allee 12 (Villa Rupertus) und 14 (Villa Isolde) sind ebenfalls in die Bayerische Denkmalliste eingetragen.